# Octavian-Marius Popa
Octavian-Marius Popa (n. 4 august 1960

) este un deputat român, ales în 2012 din partea Partidului Național Liberal. 